# معتمدية الكاف الشرقية
معتمدية الكاف الشرقية إحدى معتمديات الجمهورية التونسية، تابعة لولاية الكاف.

### مواضيع ذات علاقة
- ولاية الكاف.